# Lille Herman
En Lille Herman er et mobilt opspændingsredskab til at fastholde træemner under bearbejdning inden for området grøn sløjd. I mangel af høvlebænkens tænger fastholdes emnet enten mellem Lille Hermans kæber eller af et reb; i begge tilfælde sker tilstramningen ved at træde på fodpedalen. 
En Lille Herman er første gang omtalt i: Kurt Svarre (red.) et al.: Håndbog i sløjd – andre materialer. Den blev opfundet i 2001 af Torben Hansen, der som lærer på Dansk Sløjdlærerskole afholdt kurser i udesløjd på Flatø. Til Lille Herman er der udviklet en række andre redskaber til udesløjd. Finn Hermansen fremstillede i en periode ganske mange »opspændingsbukke« til salg, og han har lagt navn til den, selv om Torben Hansen var opfinderen. 
Den er opkaldt efter Herman, med fulde navn: Finn Hermansen, der var lærling og senere svend i Dansk Skolesløjds Værktøjshandel, som lå sammen med Dansk Sløjdlærerskole på Værnedamsvej i København. Værktøjshandelen flyttede til Kronprinsesse Sofies Vej på Frederiksberg, inden den blev nedlagt, og Herman blev derefter en skattet pedel og altmuligmand på Dansk Sløjdlærerskole, som lå i Emdrup dengang. 